# Čejka běločelá
Čejka běločelá (Vanellus armatus) je středně velký bahňák z čeledi kulíkovitých. Dorůstá 28–31 cm, má černo-šedá křídla, černý hřbet, ocas, hruď, krk a hlavu s bílým temenem a červené oči. Světlého zbarvení je také výrazná skvrna na zadní straně krku. Pohlaví se přitom zbarvením nijak neliší. Ozývá se kovově znějícím tynk tynk tynk, díky čemuž získala i svůj anglický název – Blacksmith Lapwing (v doslovném překladu kovářská čejka). Žije v mokřadech, na polích a loukách na rozsáhlém území subsaharské Afriky, v rozmezí od Keni jižně až po Jihoafrickou republiku. Je stálá. Hnízdí na zemi.

## Chov v zoo
Tento druh čejky byl v červenci 2020 chován v necelých čtyřiceti evropských zoo. V rámci toho se jedná o tři české zoologické zahrady:
- Zoo Dvůr Králové
- Zoo Plzeň
- Zoo Praha

### Chov v Zoo Praha
Pár těchto ptáků byl přivezen v roce 2017, a to ze Zoo Plzeň. Chován byl i na konci roku 2018.
 

K vidění je v průchozí africké voliéře v rámci expozičního celku Ptačí mokřady v dolní části zoo. Voliéru mj. sdílí s kladivouši africkými či zejozoby africkými.

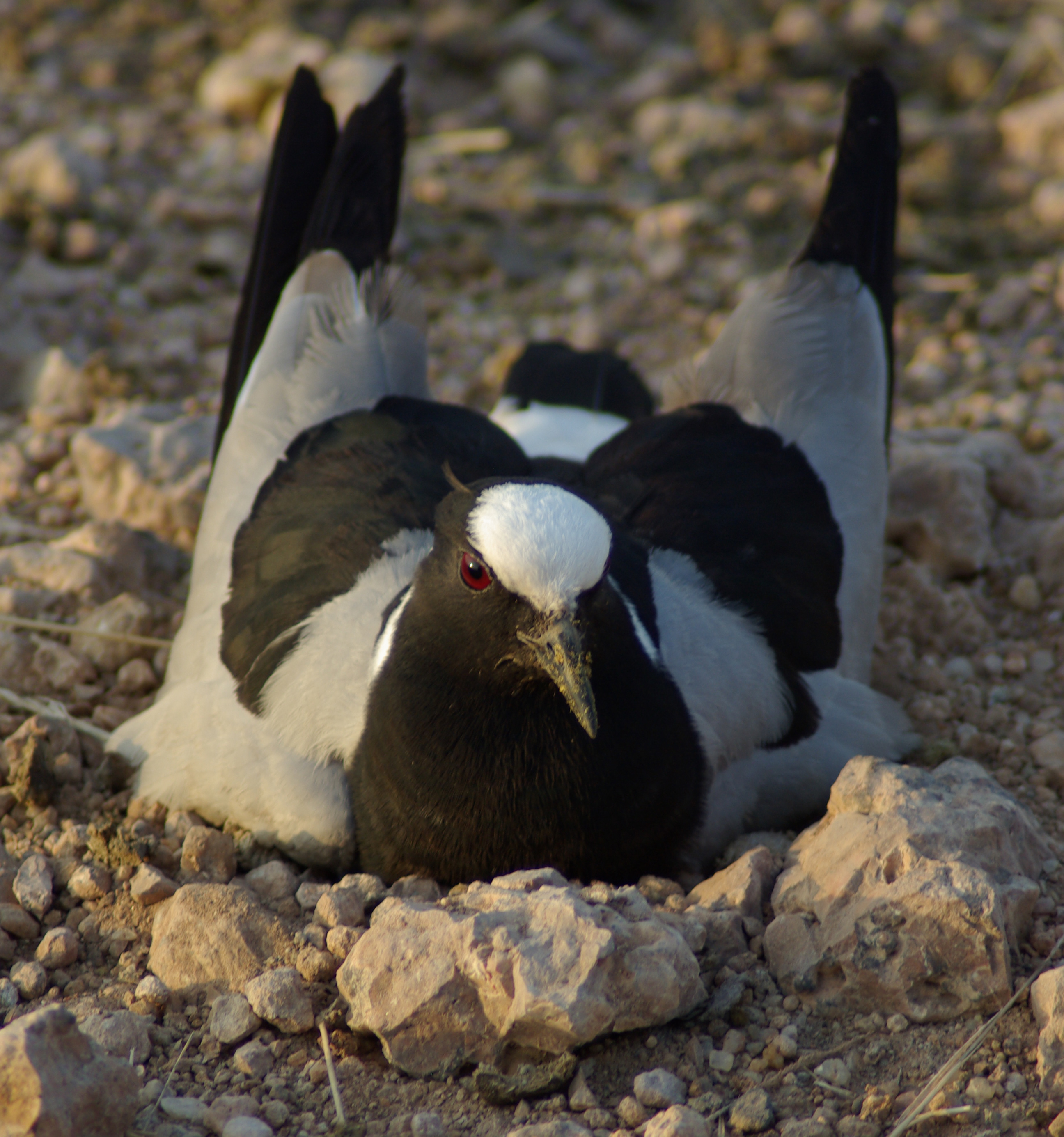
Čejka běločelá na hnízdě